# Zulus
Os zulos ou zulus são um povo do sul da África que vivem na África do Sul, com pequenas comunidades nos países adjacentes, como Lesoto, Essuatíni, Zimbábue e Moçambique. Os zulos foram, no passado, uma nação de guerreiros que lutaram contra a invasão imperialista britânica e bôer no século XIX.
A população de zulos na África do Sul foi estimada em 10 a 12 milhões de pessoas em 2021, correspondendo a 21% da população. Nos restantes países, o número de zulos é estimado em cerca de 400 mil.
A província sul-africana do Cuazulo-Natal é considerada a sua pátria original.
A língua dos zulos é denominada isizulu e nessa língua os zulos são chamados amazulu.

## História
Os zulos eram originalmente um grande clã onde hoje é o norte do Cuazulo-Natal. Originalmente estavam localizados mais ao norte da África Austral. O clã foi fundado por Zulo I Camalandela. Em 1816, os zulos formaram um poderoso estado sob liderança de Shaka.
Os zulos possuíam uma mobilidade relativamente grande, contudo, os deslocamentos não ocorriam por simples nomadismo e sim por motivos diversos, como a exaustão da terra, a necessidade de novas áreas de caça, ameaça de inimigos, entre outros. Dessa forma um guerreiro em particular se destacou: Shaka, responsável pela criação de um poderoso estado.

### Era dos grandes guerreiros zulos

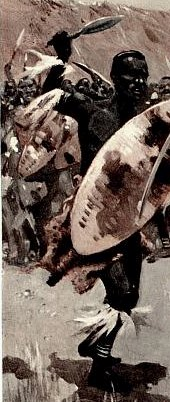
Inovações militares, como a azagaia, implantadas por Shaka

Nos meados do século XVIII começaram a culminar guerras entre tribos africanas, na região da atual África do Sul, pela posse de terras. Era necessário que as tribos se expandissem para terem espaço suficiente para a pastorícia e agricultura, tal feito ocorreia no estreito corredor entre a cordilheira do Drakensberg e o mar. Os rios que descem da cordilheira formavam fronteiras naturais, por conseguinte formaram-se três grandes grupos de tribos Ngoni. Os suázis, encontravam-se desde o rio Temble o rio Pongola, comandados por Sobuza; os anduandués entre o rio Pongola e o rio Umfolozi, comandados por Zwide, e; os mtétuas do rio Umfolozi até ao rio Tugela, comandados por Dingiswayo. As lutas entre estas tribos eram muito frequentes e por essa razão começou-se aprimorar a organização militar, articulando exércitos na base de grupos da mesma idade.
Por volta de 1790 nasce na tribo zula Shaka, fruto de uma gravidez antecedente a circuncisão, algo proibido na tribo zula e por isso não era considerado herdeiro do trono. Durante sua adolescência Shaka foi incorporado no exército de Cetshwayo onde tornou-se o guerreiro favorito do rei e passou a comandar um regimento do exército no grupo de sua idade. A posição de Shaka no exército de Cetshwayo fizeram com que o grande chefe expansionista dos mtétuas o ajudasse a tomar o trono pela força, após morte de seu pai em 1816.
Dois anos mais tarde, em 1818, há uma grande batalha entre Cetshwayoe e Zwide, onde o chefe mtétua foi morto, levando Shaka tomar conta do poder e dar início a reformas militares.
Durante o tempo de serventia no exército de Cetshwayo, Shaka observou que as armas usadas já eram ultrapassadas para as novas tácticas de guerra. Assim, ele introduziu o uso do escudo que protegia o corpo inteiro e implantou a substituição da lança que se atirava por uma lança mais curta, a assegai (azagaia), que funcionava como uma espada. Shaka instituiu a técnica de combate "corpo-braço-cabeça" em que o corpo era a grande concentração de esquadrão central e a única que os inimigos podiam ver, e cada esquadrão era distinguido por diferentes cores dos panos de cabeça e pelos couros de gado usados no escudo.
Foi graças a esta organização militar de Shaka que os zulos conseguiram conquistar e derrotar numerosas outras tribos, levando o título de Grandes Guerreiros. Ele fez todos os membros da sociedade participarem na guerra, dividindo com precisão as funções. Todos os homens de 16 a 60 anos serviam no exército. Era proibido aos jovens guerreiros casar-se e o casamento só era autorizado como pagamento de serviços militares. As mulheres e as crianças serviam também no exército, seguindo o exército com o gado, cozinhando e carregando comida, os homens de outras tribos que eram feitos prisioneiros tornavam-se escravos e se eram novos e fortes faziam parte do exército.

### Reino Zulo

Localização do Reino Zulu

A ascensão do Reino Zulo dá-se pela vitória sobre o exército anduandué que recebe o nome de Batalha de Gokoli. O reino cresceu para dominar grande parte do que hoje é o Cuazulo-Natal e a África Austral.
Após conflitos envolvendo a tribo dos anduandués, sendo informado que Sikuniana planejava o atacar, Shaka ordena um grande exército à combate dos anduandués, dando origem a um grande massacre e cerca de 40 mil anduandués são mortos, levando os poucos que restaram acolher-se junto de Mzilikazi e Soshangane. A tribo dos anduandués deixou de existir de forma independente.

#### Falecimento de Shaka
Shaka, que não tinha descendentes que pudessem suceder-lhe, iniciou um processo de purga indiscriminada que abalou toda a estrutura do reino Zulo. A mortalidade gratuita se espalhou pelo reino. No dia 22 de setembro de 1828 Shaka foi morto por uma tia e seus dois meio irmãos, terminava assim a era do homem que impulsionou a nação zula.

### Guerra Anglo-Zula
O reino entra em conflito com o Império Britânico na década de 1870 durante a Guerra Anglo-Zula. Em 11 de dezembro de 1878, os britânicos entregaram um ultimato aos onze chefes representados por Cetshwayo kaMpande. Os termos incluíam a rendição de seu exército e aceitar a autoridade britânica. Cetshwayo recusou e a guerra começou em 1879.[carece de fontes?]
Inicialmente, os britânicos sofreram uma pesada derrota na Batalha de Isandlwana em 22 de janeiro de 1879 quando o exército zulo mata mais de mil soldados britânicos em um único dia. O desdobramento zulo em Isandlwana mostrou o sistema tático militar bem organizado que tornou o reino Zulo bem sucedido por muitas décadas. Este acontecimento constituiu a pior derrota que o exército britânico já havia sofrido nas mãos de uma força de combate africana nativa. A derrota provocou um redirecionamento do esforço de guerra, e os britânicos, embora em menor número, começaram a ganhar vitórias,  a virada dos britânicos veio com a batalha em Rorke's Drift e sua vitória veio com a Batalha de Ulundi em 4 de Julho e a subsequente derrota do Reino Zulo.
Após as derrotas militares, já no bojo da Conferência de Berlim (1885), as terras dos zulos foram absorvidas pela Colônia de Natal e mais tarde se tornaram parte da União Sul-Africana.

## Cultura

### Língua
Dentro do mosaico cultural e linguístico africano há várias línguas independentes, onde os falantes são considerados até mesmo bilíngues devido à existência de formações dialéticas. Uma das várias línguas derivadas de autóctones regionais é a zula, uma língua banta falada na parte sudeste da África do Sul, bem como em Moçambique, Joanesburgo, regiões do Zimbábue e Zâmbia. A ordem gramatical dessa língua é semelhante ao português: sujeito-verbo-objeto.

### Dança
As danças zulas são um marco cultural da África, presentes em zonas rurais, periféricas (townships) e centros culturais e empregadas em diferentes contextos — como em casamentos, funerais, guerras e nascimentos. Para alguns pesquisadores essas danças estão ligadas diretamente com os papéis de gênero exercendo força de padrões sociais no que diz respeito em ser homem e ser mulher dentro da comunidade zula.
Os movimentos da dança mudam conforme a modalidade, entretanto existem passos comuns e emblemáticos, como: o ato de correr para a frente e para trás, erguer as pernas tentando formar ângulos de 180º. A presença de instrumentos não é forte, às vezes há tambores, mas em suma os sons vibrantes são produzidos pelo próprio povo.

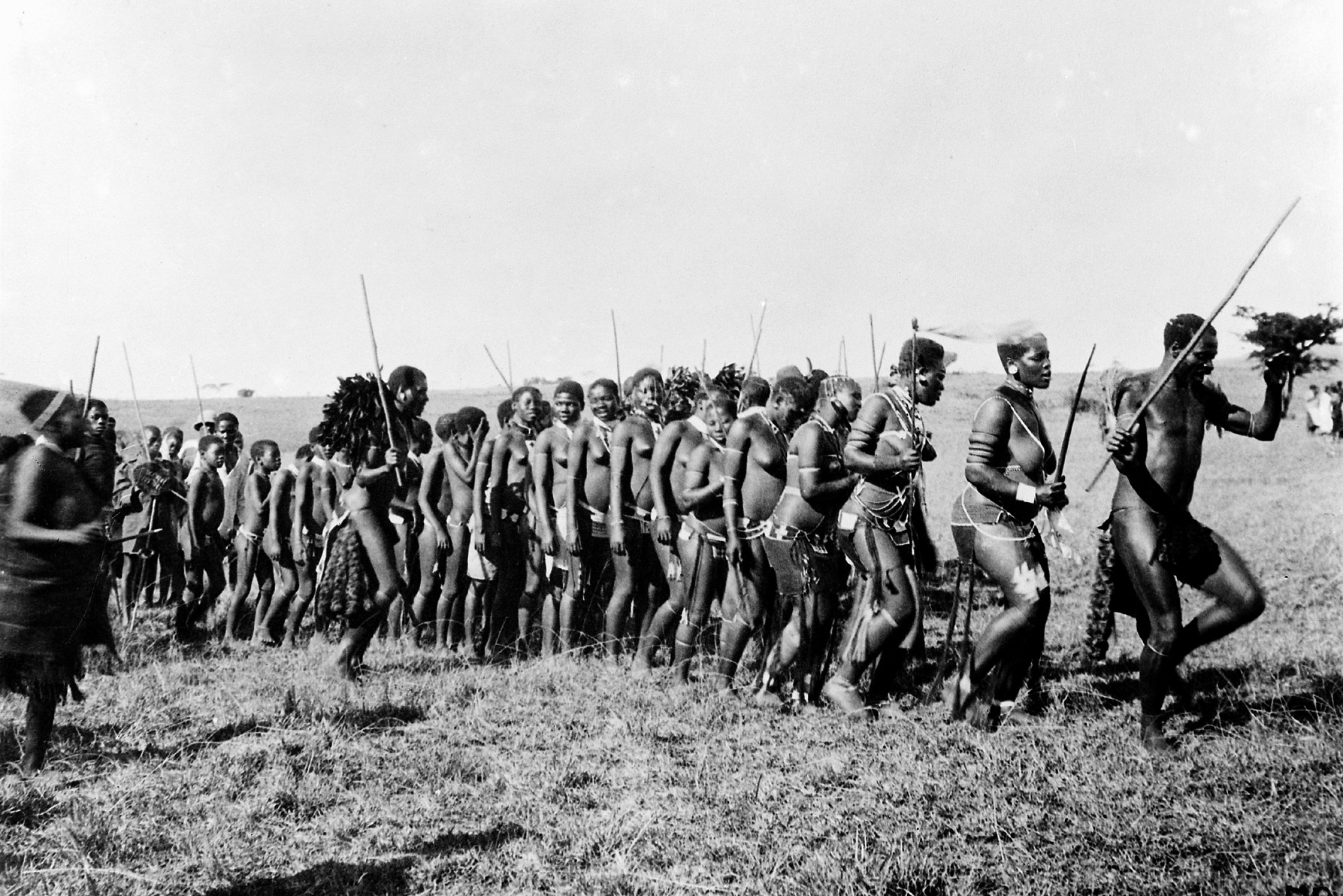
Dança de casamento zulo

Existem cinco modalidades de danças zulas:
- Ingoma (isizingilli): participação de homens e mulheres e sem a presença de instrumento representando a veracidade masculina e a fertilidade feminina;
- Ingoma (isishamew): também com a participação de ambos os sexos e harmonia de cantos. Enquanto as mulheres dançam os homens batem palmas e vice-versa;
- Indlamu: apresenta ritmo frenético e é dançada apenas por homens trajados de pele de animais e escudos com intuito de representar a força dos guerreiros zulos;
- Imvunulo: apenas um participante, podendo ser homem ou mulher, a intenção é exibir o traje tradicional do povo;
- Isicathamiya: esta chama bastante atenção por tratar de assuntos contemporâneos apesar de a melodia ser antiga. Dançada apenas por homens que com os chocalhos nos pés cantam sobre trabalhadores, imigrantes, proliferação da AIDS e crimes.

As danças zulas e os festivais que as acompanham — como o festival da virgindade — passaram a atrair vários turistas e serem vistas pelo governo local como forma de movimentar a economia.

### Vestuário

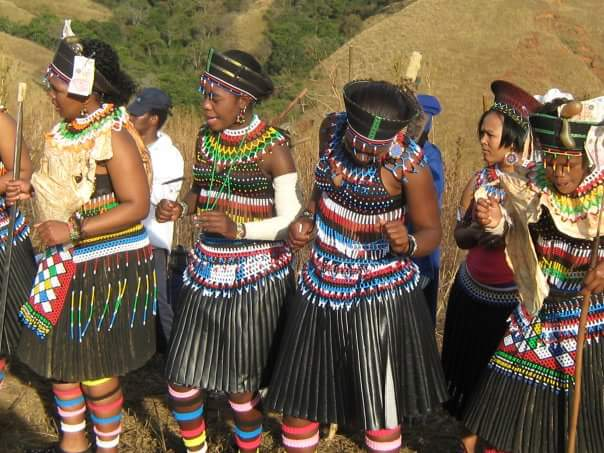
Danças zulas numa cerimónia Umemulo

Depois de anos reprimidos pelo apartheid as roupas para o povo zulo representa um mecanismo de reafirmação de identidade. Nas aldeias, o povo mantém as vestimentas típicas, trabalhadas com peles de cabra ou vaca. As meninas usam normalmente somente saias, e também aventais feitos de miçangas cruzado na frente do corpo, sem mais nada por baixo, além dos braceletes grossos no pescoço, nos braços e nas pernas. Na dança há a substituição dos aventais por saias de lã, chocalhos no tornozelo para auxiliar no momento de levantar as pernas e peitos sempre despidos.
O isicholo, um dos adereços mais famosos do povo zulo, é um chapéu usado por mulheres mais velhas e quase exclusivamente em contextos cerimoniais e competitivos.
Além de vestimentas o cabelo é algo símbolo cultural importante para esse povo — principalmente entre mulheres. São conferidos aos cabelos aspectos comunicativos que falam dos movimentos mais cotidianos, mostrando status social e diferenças de áreas rurais para as cidades.

### Religião e crenças
A crença zula era em espíritos ancestrais (amaThongo ou amaDlozi), que tinham o poder de intervir na vida das pessoas, para o bem ou para o mal. Tradicionalmente, os zulos reconhecem vários elementos para estarem presentes em um ser humano: o corpo físico (inyama yomzimba ou umzimba); a respiração ou força vital (umoya womphefumulo ou umoia); e a "sombra", prestígio ou personalidade (isithunzi). Uma vez que o umoya deixa o corpo, o isithunzi pode viver como um espírito ancestral (idlozi) somente se certas condições forem satisfeitas na vida. Demonstrar respeito e generosidade para com os outros, aumenta a posição moral ou o prestígio da comunidade, a isithunzi. Em contraste, agir de maneira negativa em relação aos outros pode reduzir o isithunzi, e é possível que o isithunzi desapareça completamente.
Para atrair o mundo espiritual, um adivinho (sangoma) deve invocar os ancestrais através de processos de adivinhação. Então, um fitoterapeuta (inyanga) prepara uma mistura (muthi) para ser consumida a fim de influenciar os ancestrais. Como tal, adivinhos e fitoterapeutas desempenham um papel importante na vida cotidiana do povo zulo. No entanto, é feita uma distinção entre o muthi branco (umuthi omhlope), que tem efeitos positivos, como a cura ou a prevenção ou reversão do infortúnio, e o muthi negro (umuthi omnyama), que pode causar doença ou morte a outras pessoas ou doenças. Usuários de muthi negros são considerados bruxos e evitados pela sociedade.

#### Mitologia
Na mitologia zula a Terra surge coberta por uma neblina densa, para que as pessoas não pudessem ver o sol ou a lua. A presença de fatores climáticos como ventos ou tempestades eram inexistentes. Os humanos se comunicavam apenas através da mente, porque não existiam palavras. Mas um dia, Chattily, uma raça de deuses com três olhos amarelos e pele de lagarto, chegaram na forma de grandes tigelas de fogo vindas do céu e criaram a capacidade de falar. Inventaram tantas línguas diferentes que dividiram o povo, que então se fracionaram em diferentes grupos com ideias diferentes e para sempre entraram em conflito uns com os outros.
A mitologia zula contém inúmeras divindades, comumente associadas com criaturas de fisionomias estranhas e fenômenos naturais. Unkulukulu é o mais alto deus e é o criador da humanidade. Outras entidades importantes como Mamlambo, a deusa dos rios, associada a afogamentos e mortes é considerada como uma espécie de sereia que atrai pessoas ao doce abraço da morte. Inkanyamba, deus relacionado a tempestades e tornados que para o povo zulo eram como grandes serpentes que desciam dos céus para a Terra ao mando dessa divindade.
Há outras figuras importantes para o culto animista tradicional dessa mitologia, como os Amadlozi que são os espíritos dos ancestrais; Abatwa pequenos humanóides raivosos; e Tokoloshe, criaturas do mal possíveis de tornarem-se invisíveis após beber água.

## Cidades históricas zulas

### Ulundi
Ulundi, também conhecida como Mahlabathini, é uma cidade no município do distrito da Zululândia. Pertencendo a capital da Zululândia na África do Sul e mais tarde a capital do bantustão de Cuazulo, Ulundi agora está na província de Cuazulo-Natal.

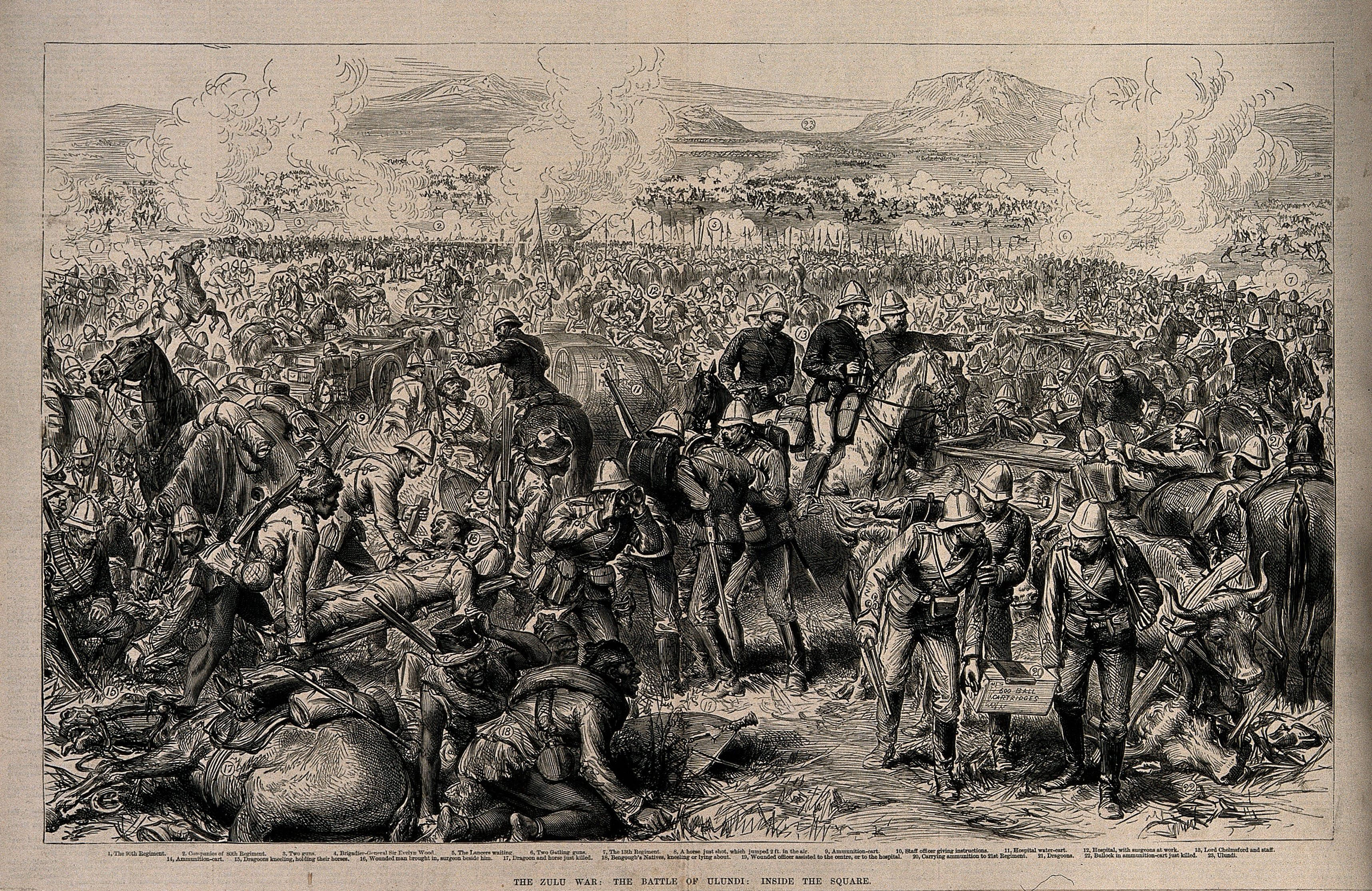
Batalha de Ulundi

Quando Cetshwayo se tornou rei dos zulos em 1 de setembro de 1873, ele criou, como era de costume, uma nova capital para a nação nomeando-a "uluNdi" ("o lugar alto"). Em 4 de junho de 1879, na Batalha de Ulundi (a batalha final da Guerra Anglo-Zulu), o exército britânico capturou a kraal real e arrasou-o no chão.

### Mais cidades históricas zulas
| - Amatikulu - Hlobane |  | - Isandlwana - Umfolozi |

## Personalidades históricas zulas
| - Cetshwayo kaMpande - Dingane - Mhlangane |  | - Mpande - Senzangakona - Shaka |  | - Soshangane - Goodwill Zwelithini kaBhekuzulu - Misuzulu Zulu |